# Immeuble (1 rue de la Rôtisserie, 3 rue du Change, Tours)
L'immeuble, 1 rue de la Rôtisserie et 3 rue du Change est une ancienne maison à colombages dans la ville de Tours, dans le département français d'Indre-et-Loire.
Construit au XVe siècle, ses façades dont certains éléments en bois sont sculptés sont classées comme monument historique en 1916.

## Localisation
L'immeuble est situé dans le Vieux-Tours, non loin de la place Plumereau. Il se trouve à l'angle nord-ouest de la rue du Change et de la rue de la Rôtisserie.

## Histoire
L'édifice est construit au XVe siècle.
Ses façades sont inscrites comme monument historique par arrêté du 3 juillet 1916 ; il est restauré au XXe siècle.

## Description

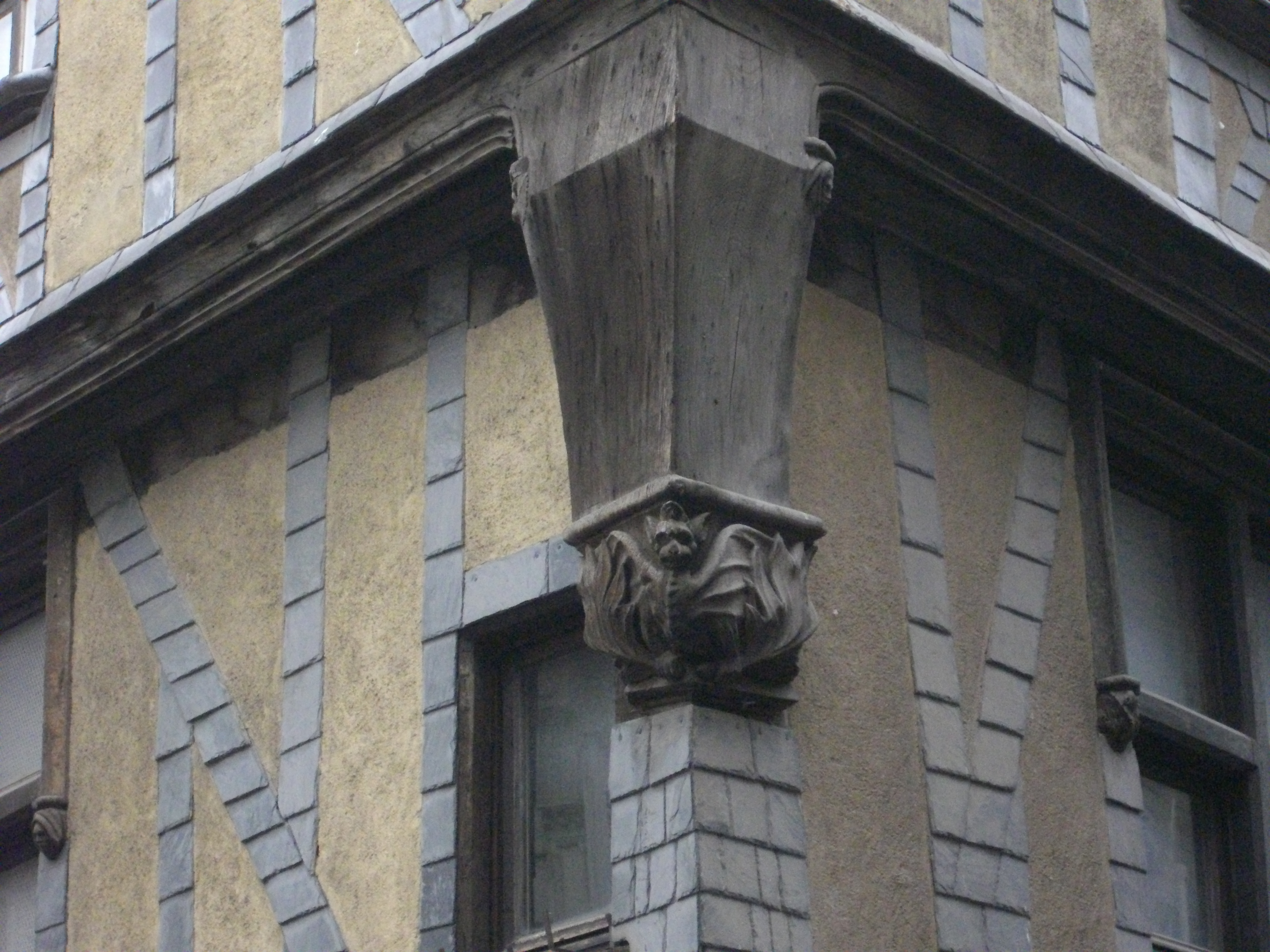
Animal fantastique sculpté.

L'immeuble de compose d'un sous-sol, d'un rez-de-chaussée, de deux étages et d'un comble, le tout à pans de bois. Son plan montre deux corps de bâtiments reliés entre eux par un vestibule donnant sur l'entrée principale et pourvu d'un unique escalier à vis desservant les étages de part et d'autre.
Au XXIe siècle et sur le corps de logis d'angle, le bois des colombages des étages et du comble est recouvert d'essentes en ardoise. Un poteau sculpté, à l'angle des deux rues et au rez-de-chaussée, figure saint Christophe qu'il n'est pas surprenant de trouver sur une maison donnant sur une voie fréquentée au Moyen Âge par les pèlerins et les voyageurs. Au premier étage, une autre sculpture sur un cul de lampe représente un animal fantastique.

## Pour en savoir plus